# Die Grasharfe
Die Grasharfe (Originaltitel: The Grass Harp) ist ein 1951 veröffentlichter Roman von Truman Capote.

## Handlung
Der Roman spielt in einer ländlichen Gemeinde im Alabama der 1930er-Jahre. Der elfjährige Collin Fenwick muss nach dem Tod seiner Eltern bei den charakterlich sehr unterschiedlichen Cousinen seines Vaters unterkommen. Die jüngere Schwester Verena ist eine geschäftstüchtige Frau und gilt als reichste Person der Stadt, ist aber wenig umgänglich und vereinsamt; die ältere Schwester Dolly lebt zurückgezogen und steht im Ruf, ein wenig verrückt zu sein, ist aber sanft und freundlich. Bei den Schwestern lebt seit vielen Jahrzehnten auch die afroamerikanische Haushälterin Catherine, die mit Dolly eng befreundet ist, zugleich eine heftige Abneigung gegen Verena hegt und sie immer nur als „die da“ bezeichnet.
Tante Dolly sammelt Kräuter und Wurzeln, die sie gemeinsam mit Catherine zu Arzneimitteln verarbeitet und an einen kleinen, aber treuen Kundenstamm verschickt. Als Dolly mit dieser Tätigkeit einkommenssteuerpflichtig wird, beginnt sich Verena erstmals für die Beschäftigung ihrer Schwester zu interessieren und erkennt darin eine neue Einnahmequelle für sich. Zusammen mit Doktor Morris Ritz, einem windigen Geschäftsmann aus Chicago, will sie Dollys Arznei in einer Fabrik als Massenware produzieren. Es wird im Dorf darüber spekuliert, ob Verena mit dem deutlich jüngeren Juden Ritz ein Verhältnis pflegt. Dolly, die ihr Geheimrezept vor langer Zeit aus Dank für eine freundliche Tat von einer alten Zigeunerin erhalten hatte, weigert sich, Verena das Rezept zu verraten. Es kommt erstmals zu einem offenen Streit zwischen den Schwestern, woraufhin Dolly beschließt, gemeinsam mit Catherine und dem inzwischen 16-jährigen Collin in ein Baumhaus auf einem Paternosterbaum zu ziehen.
Um die Gruppe aus dem Baumhaus herunterzuholen, ruft Verena die Autoritäten der Stadt zur Hilfe, darunter den Sheriff Junius Candle und den Reverend Buster. Dolly, Catherine und Collin verteidigen erfolgreich das Baumhaus, wobei unter anderem die Frau des Reverends versehentlich mit Dollys Limonadenkrug getroffen wird und sich eine Beule holt. Unverhoffte Hilfe erhalten sie durch den alten, freigeistigen Richter Charlie Cool – der keinen Zugang zu seinen spießigen Söhnen mehr findet und sich im Ruhestand langweilt – sowie durch den jungen Riley Henderson, der alleine seine jüngeren Schwestern aufzieht und zugleich ein ungestümes, befreites Leben führt, wofür der zwei Jahre jüngere Collin ihn zutiefst bewundert. Richter Cool und Riley schließen sich der Gruppe auf dem Baumhaus an. Nach und nach befreunden sich die Außenseiter untereinander und vertrauen sich Geheimnisse an.
Am nächsten Morgen schwimmen Riley und Collin im nahen Fluss, doch als sie zum Baumhaus zurückkehren, müssen sie beobachten, wie Catherine von den Männern des Sheriffs auf brutale Weise weggezerrt und dann ins Gefängnis gesperrt wird. Dolly und Richter Cool konnten sich noch rechtzeitig in der Baumkrone retten. Collin kann zwar einen der Männer niederschlagen, aber letztlich nichts ausrichten. Später hält sich Riley in der örtlichen Kleinstadt auf und berichtet den anderen, dass Morris Ritz abgereist sei und zuvor Verena um eine große Summe bestohlen habe. Verena habe daraufhin einen Zusammenbruch erlitten.
Am nächsten Tag erhält die Gruppe auf dem Baumhaus Besuch von Schwester Ida, einer Wanderpredigerin ohne Mann und mit 15 Kindern, die nach einer Intrige von Reverend Buster der Stadt verwiesen wurde. Riley steht der Schwester zunächst feindselig gegenüber, wird aber etwas freundlicher, als er von Ida ihre Lebensgeschichte voller Entbehrungen hört.  Als der Sheriff mit seinen Männern, diesmal in Begleitung der angeschlagen wirkenden Verena, wieder anrückt, werfen Idas Kinder aus der Baumkrone mit Steinen auf die Angreifer. Einer der Männer des Sheriffs schießt Riley an, der an der Schulter getroffen wird, aus dem Baum fällt und verletzt weggetragen werden muss. Verena bittet Dolly schließlich persönlich, nach Hause zurückzukehren, und gesteht dabei auch, dass sie immer neidisch auf ihre verträumte Schwester war. Daraufhin lenkt Dolly ein. Der Richter, der sich in Dolly verliebt und ihr einen Heiratsantrag gemacht hatte, muss sie ziehen lassen.
Der erwachsene Collin, der aus der Ich-Perspektive mit vielen Jahren Abstand die Geschichte erzählt, bemerkt, dass die wenigen Herbsttage im Paternosterbaum ein Meilenstein für alle Beteiligten gewesen seien. Bald nach ihrer Rückkehr erleidet Dolly eine Lungenentzündung und muss das Bett hüten. Täglich wird sie von Richter Cool besucht. Kaum halbwegs genesen, macht sie sich an die Herstellung eines Halloween-Kostümes für Collin, und stirbt dabei an einem Schlaganfall. Nach dem Tod ihrer besten Freundin zieht sich Catherine von den Menschen zurück. Verena ist durch die Ereignisse verletzlich, aber auch menschlicher und freundlicher geworden. Der inzwischen wieder genesene Riley Henderson wird zu einem aufstrebenden Geschäftsmann und heiratet die im Geigenspielen talentierte Maude Riordan, in die sich auch Collin verliebt hatte. Dennoch zerbricht die Freundschaft der beiden daran nicht.
Ein Jahr nach den Ereignissen im Baumhaus verlässt Collin die Stadt, um sein Jurastudium aufzunehmen, unternimmt aber zuvor mit Richter Cool einen Spaziergang. Sie gehen zu dem Grasfeld nahe dem Friedhof, von dem Dolly immer erzählte, dass es die Geschichten der Verstorbenen bewahre und erzähle, wenn der Wind über das Gras streiche: „Und da wünschte ich mir, dass der Richter wüsste, was Dolly mir einst erzählt hatte: Dieses, die Grasharfe war es, die alles bewahrte, die alles erzählte, die Harfe der Stimmen, die uns alles ins Gedächtnis rief. Wir lauschten.“

## Figuren
- Collin Fenwick, ein Waisenjunge, der bei den Cousinen seines Vaters aufwächst
- Tante Dolly Talbo, die ältere Schwester, welche Arzneimittel herstellt
- Tante Verena Talbo, die jüngere Schwester, eine erfolgreiche Geschäftsfrau
- Catherine Creek, die afroamerikanische Haushälterin der Talbos und Dollys Freundin
- Richter Charlie Cool, ein kluger alter Richter und Harvard-Absolvent, Witwer mit zwei Söhnen
- Riley Henderson, ein 18-jähriger Erbe, Autofahrer und Frauenheld, über den viel gesprochen wird und den Collin bewundert
- Schwester Ida, eine verwitwete Erweckungspredigerin mit 15 Kindern
- Doktor Morris Ritz, ein zwielichtiger jüdischer Geschäftsmann aus Chicago, der Verena umwirbt
- Sheriff Junius Candle, der noch junge und unter dem Einfluss der wohlhabenden Verena stehende Sheriff
- Reverend Buster, der sittenstrenge und fromme Pfarrer der Kleinstadt
- Maude Riordan, eine talentierte Geigenspielerin, die von Collin und Riley umworben wird
- Elizabeth Henderson, die ältere der beiden jüngeren Schwestern von Riley und eine Freundin von Maude
- Amos Legrand, der effeminierte Friseur, in dessen Salon die Lästereien der Stadt zusammenlaufen
- Mrs. und Mr. County, Inhaber der Bäckerei der Stadt
- Collins verstorbene Eltern, ein Kühlschrankvertreter und eine Hausfrau, er stirbt kurz nach seiner Frau, als sein Auto von einer Klippe stürzt

## Hintergrund
Truman Capote arbeitete an The Grass Harp zwischen Juni 1950 und Mai 1951, er stellte den Roman während eines längeren Aufenthaltes im sizilianischen Taormina fertig. Capote wollte dem Buch ursprünglich den Titel Music of the Sawgrass (zu deutsch etwa: „Musik des Sauergrases“) geben. Sein Verleger Bob Linscott entschied sich allerdings für den Titel The Grass Harp. Der Roman erschien am 1. Oktober 1951 bei Random House und entwickelte sich zu einem Verkaufserfolg, die deutsche Erstausgabe erschien schon im folgenden Jahr. Übersetzt wurde der Roman aus dem Amerikanischen von Annemarie Seidel und Friedrich Podszus, in neueren Fassungen wurde diese Übersetzung von Birgit Krückels durchgesehen.
Der Roman ist von Erinnerungen Capotes an seine Kindheit im Alabama der 1930er-Jahre, der Zeit der Great Depression, geprägt. Capote wuchs bei seiner Großmutter in Monroeville in Alabama auf – im Gegensatz zur Figur Collin waren seine Eltern aber nicht verstorben, sondern vernachlässigten ihn. Eine Cousine von Capote besaß hinter ihrem Haus ein großes Baumhaus in einem Walnussbaum inklusive Treppe, Dach und einem Sofa im Inneren. Hier verbrachte Capote mit seinen Kindheitsfreunden wie Harper Lee viel Zeit. Eine weitere Cousine von ihm, Sook Faulk, diente als Vorbild für die Figur der Dolly: die exzentrische Sook stellte jährlich eine geheimnisvolle Medizin gegen Ödeme her, deren Rezept sie ins Grab nahm. Ihre Schwester machte Sook den Vorschlag, die Medizin zu patentieren und daraus ein Geschäft zu machen, was sie aber ablehnte. Über die Arbeit am Roman schrieb Capote von Italien an seinen Verleger bei Random House:

„Zufriedenstellend wie es ist, hält es mich in einem schmerzvollen emotionalen Zustand: Erinnerungen brechen immer mein Herz. Ich weine – es ist seltsam, ich scheine keine Kontrolle über mich und was ich mache zu haben.“

Capote erschaffe in dem Roman eine „nostalgische Meditation über Selbsterkenntnis und Liebe“, darüber hinaus werfe der Roman aber auch einen Blick auf den Materialismus, die Zwänge gesellschaftlicher Konformität und die Suche nach Freiheit. Auf dem Baumhaus entkommen die Figuren, wie in vielen Werken Capotes Außenseiter, der Gesellschaft für kurze Zeit und öffnen sich, indem sie einander Geheimnisse erzählen. Dass Tante Dolly den Heiratsantrag des Richters zurückweist und Riley zum Geschäftsmann wird, zeigt zugleich, dass das Erlebnis auf dem Baumhaus nur temporär ist. Im Vergleich zu seinem düsteren Vorgängerbuch Andere Stimmen, andere Räume, in dem er ebenfalls seine Jugend in den Südstaaten verarbeitete, schlägt Capote hier vermehrt komische und verspielte Töne an.

## Adaptionen
Nach dem Erfolg seines Buches verarbeitete Capote The Grass Harp im Auftrag des Broadway-Produzenten Saint Subber zu einem Stück. Es feierte am 27. März 1952 im Martin Beck Theatre seine Premiere, unter anderem mit Mildred Natwick als Tante Dolly, Johnny Stewart als Collin und Jonathan Harris als Morris Ritz. Es schloss am Broadway nach 36 Vorstellungen.
Eine Musicalversion des Theaterstückes feierte am 2. November 1971 ihre Premiere im Martin Beck Theatre. Es spielten unter anderem Barbara Cook als Dolly Talbo und Ruth Ford als Verena Talbo. Für Musik und Texte bei der Musicalversion waren Kenward Elmslie und Claibe Richardson verantwortlich. Das Musical wurde nach nur wenigen Vorstellungen abgesetzt, erreichte aber unter Kennern einen gewissen Bekanntheitsgrad.
1953 entstand beim Nordwestdeutschen Rundfunk eine Hörspielfassung mit einer Länger von 81 Minuten unter Regie von Fritz Schröder-Jahn. Der Text wurde von Friedrich Forster bearbeitet, als Sprecher sind unter anderem Wolfgang Wahl, Gisela von Collande und Inge Meysel zu hören.
1995 erschien der Kinofilm Die Grasharfe unter Regie von Charles Matthau, dessen Vater Walter die Rolle des Richters Cool übernahm. Zu den weiteren prominenten Schauspielern des Films gehören Jack Lemmon, Piper Laurie, Sissy Spacek, Edward Furlong und Mary Steenburgen.

## Ausgaben
- Die Grasharfe. Suhrkamp, 1952, 232 Seiten (deutsche Erstausgabe)
- Die Grasharfe. Übersetzung von Annemarie Seidel und Friedrich Podszus. suhrkamp taschenbuch (Band 3135), 1990, ISBN 978-3-518-38296-7, 208 Seiten.
- Die Grasharfe. Hrsg.: Anuschka Roshani. Kein & Aber, Zürich 2006, ISBN 978-3-0369-5160-7, 168 Seiten.